# Ryan Webb
Ryan Christopher Webb (né le 5 février 1986 à Clearwater, Floride, États-Unis) est un lanceur de relève droitier des Brewers de Milwaukee de la Ligue majeure de baseball.

## Biographie
Après des études secondaires à la Central Catholic High School de Clearwater (Floride), Ryan Webb est repêché le 7 juin 2004 par les Athletics d'Oakland au quatrième tour de sélection. Il perçoit un bonus de 250 000 dollars à la signature de son premier contrat professionnel le 21 juin 2004. 

### Padres de San Diego
Webb évolue en ligue mineure dans l'organisation des Athletics jusqu'à ce qu'une transaction l'envoie, en compagnie de Sean Gallagher et Craig Italiano, aux Padres de San Diego, en retour du voltigeur Scott Hairston. La transaction est conclue le 5 juillet 2009, et c'est le 8 juillet que Webb fait ses débuts dans les majeures sous les couleurs des Padres.

### Marlins de Miami
Le 13 novembre 2010, Webb et son coéquipier lanceur Edward Mujica sont échangés des Padres aux Marlins de la Floride en retour du voltigeur Cameron Maybin. Il effectue 53 apparitions au monticule pour les Marlins en 2011 et affiche une moyenne de points mérités de 3,20 avec deux victoires et quatre défaites.
Il présente sa moyenne de points mérités la plus élevée jusque-là en carrière durant la saison 2012 : 4,03 en 60 manches et un tiers lancées. Il remporte quatre victoires contre trois défaites en 65 matchs.
Il enchaîne avec une très bonne saison 2013, ramenant sa moyenne à 2,91 points mérités accordés par partie. Il lance 80 manches et un tiers en 66 sorties en relève, mais écope de six défaites contre deux victoires pour un club de dernière place.

### Orioles de Baltimore
Le 10 décembre 2013, Webb, devenu agent libre, signe un contrat de deux saisons avec les Orioles de Baltimore. Sa moyenne de points mérités s'élève à 3,83 avec trois victoires et trois défaites en 51 matchs set 49 manches et un tiers lancées pour les Orioles en 2014.

### Indians de Cleveland
Le 9 avril 2015, les Orioles de Baltimore échangent Ryan Webb et le receveur des ligues mineures Brian Ward aux Dodgers de Los Angeles contre deux joueurs des mineures, le receveur Chris O'Brien et le lanceur droitier Ben Rowen. Les Dodgers veulent l'assigner aux ligues mineures à son arrivée, mais le libèrent finalement le 13 avril. Le même jour, il signe un contrat avec les Indians de Cleveland.

### Rays de Tampa Bay
Le 18 février 2016, Webb signe un contrat d'une saison avec les Rays de Tampa Bay.

## Statistiques
| Saison | Équipe    | G  | GS | CG | SHO | V | D | SV | IP   | SO | ERA  |
| ------ | --------- | -- | -- | -- | --- | - | - | -- | ---- | -- | ---- |
| 2009   | San Diego | 28 | 0  | 0  | 0   | 2 | 1 | 0  | 25.2 | 19 | 3,86 |
| 2010   | San Diego | 54 | 0  | 0  | 0   | 3 | 1 | 0  | 59.0 | 44 | 2,90 |
| Totaux | Totaux    | 82 | 0  | 0  | 0   | 5 | 2 | 0  | 84.2 | 63 | 3,19 |

Note : G = Matches joués ; GS = Matches comme lanceur partant ; CG = Matches complets ; SHO = Blanchissages ; 
V = Victoires ; D = Défaites ; SV = Sauvetages ; IP = Manches lancées ; SO = Retraits sur des prises ; ERA = Moyenne de points mérités.